# Krusbärspelarkaktus
Krusbärspelarkaktus (Pachycereus pringlei) är en suckulent växt inom släktet pachycereussläktet och familjen kaktusväxter. Arten beskrevs av Sereno Watson som Cereus pringlei 1885, men den senaste beskrivning 1909 utfördes av Joseph Nelson Rose och Nathaniel Lord Britton 1909.
Arten förekommer på halvön Baja California samt i nordvästra Mexiko. Den växer i låglandet och i bergstrakter upp till 1000 meter över havet. Krusbärspelarkaktus hittas i regioner med buskar och andra kaktusväxter.
Populationer vid kusten hotas av landskapsförändringar. Hela populationen bedöms som stabil. IUCN listar arten som livskraftig (LC).